# フェアリーブリッジ
フェアリーブリッジ (Fairy Bridge) はアメリカ合衆国で生産された牝のサラブレッドである。母スペシャルは繁殖牝馬として活躍した。半弟にヌレイエフ、近親にエルコンドルパサーなどがいる。

## 競走馬時代
アイルランドで走り2戦2勝であるが、重賞での実績はない。

## 繁殖牝馬時代
繁殖牝馬として活動し始めたフェアリーブリッジは、競走馬時代を遥かに越える影響を競馬界に与えることになった。

### 競走馬の母として
サドラーズウェルズがイギリス・アイルランドでG1を計3勝、全弟テートギャラリー (Tate Gallery) もナショナルステークスを勝ち、2頭の産駒がG1を制した。

### 種牡馬の母として
サドラーズウェルズがイギリス・アイルランドのリーディングサイアーを合計14回獲得した。またサドラーズウェルズの全弟フェアリーキングもフランスリーディングサイアーを獲得する活躍をした。さらにペルジノ (Perugino) もオーストラリアで活躍馬を送り出している。サドラーズウェルズ、フェアリーキングともに、後継種牡馬に恵まれており、さらにサドラーズウェルズはイギリス・アメリカでリーディングブルードメアサイアーも獲得するほどの成功を収めた。かくしてフェアリーブリッジの血脈は世界中に広がっていった。

### 日本への影響
日本へ輸入が決まっていたテートギャラリーは、輸送中に急死してしまい、リースされたペルジノも活躍馬は送り出せなかった。またサドラーズウェルズも日本での直子の活躍はサージュウェルズが唯一の重賞優勝であり、国内GIを制覇する産駒を出せたのはフェアリーキングただ1頭だけだった。しかし、サドラーズウェルズはブルードメアサイアーとして、フサイチコンコルド、エルコンドルパサーなど、多数の活躍馬を輩出しており、またフサイチコンコルド、エルコンドルパサーともに種牡馬としても活躍馬を出すなど、代を経てフェアリーブリッジの影響は増している。
サドラーズウェルズの直系としては、オペラハウスから、テイエムオペラオーとメイショウサムソンが出た。

## 血統表
| フェアリーブリッジの血統（ヘイルトゥリーズン系) | フェアリーブリッジの血統（ヘイルトゥリーズン系) | フェアリーブリッジの血統（ヘイルトゥリーズン系) | （血統表の出典） | （血統表の出典） |
| 父 Bold Reason 1968 鹿毛                        | 父の父Hail to Reason                            | Turn-to                                         | Royal Charger    | Royal Charger    |
| 父 Bold Reason 1968 鹿毛                        | 父の父Hail to Reason                            | Turn-to                                         | Source Sucree    |                  |
| 父 Bold Reason 1968 鹿毛                        | 父の父Hail to Reason                            | Nothirdchance                                   | Blue Swords      | Blue Swords      |
| 父 Bold Reason 1968 鹿毛                        | 父の父Hail to Reason                            | Nothirdchance                                   | Galla Colors     |                  |
| 父 Bold Reason 1968 鹿毛                        | 父の母Lalun                                     | Djeddah                                         | Djebel           | Djebel           |
| 父 Bold Reason 1968 鹿毛                        | 父の母Lalun                                     | Djeddah                                         | Djezima          |                  |
| 父 Bold Reason 1968 鹿毛                        | 父の母Lalun                                     | Be Faithful                                     | Bimelech         | Bimelech         |
| 父 Bold Reason 1968 鹿毛                        | 父の母Lalun                                     | Be Faithful                                     | Boodroot         |                  |
| 母 Special 1969 鹿毛                            | 母の父Forli                                     | Aristophanes                                    | Hyperion         | Hyperion         |
| 母 Special 1969 鹿毛                            | 母の父Forli                                     | Aristophanes                                    | Commotion        |                  |
| 母 Special 1969 鹿毛                            | 母の父Forli                                     | Trevisa                                         | Advocate         | Advocate         |
| 母 Special 1969 鹿毛                            | 母の父Forli                                     | Trevisa                                         | Veneta           |                  |
| 母 Special 1969 鹿毛                            | 母の母Thong                                     | Nantallah                                       | Nasrullah        | Nasrullah        |
| 母 Special 1969 鹿毛                            | 母の母Thong                                     | Nantallah                                       | Shimmer          |                  |
| 母 Special 1969 鹿毛                            | 母の母Thong                                     | Rough Shod                                      | Gold Bridge      | Gold Bridge      |
| 母 Special 1969 鹿毛                            | 母の母Thong                                     | Rough Shod                                      | Dalmary F-No.5-H |                  |